# La Soledad, San José Iturbide
La Soledad är en ort i Mexiko.   Den ligger i kommunen San José Iturbide och delstaten Guanajuato, i den centrala delen av landet, 230 km nordväst om huvudstaden Mexico City. La Soledad ligger 2 071 meter över havet och antalet invånare är 146.
Terrängen runt La Soledad är platt norrut, men söderut är den kuperad. Terrängen runt La Soledad sluttar norrut. Runt La Soledad är det ganska tätbefolkat, med 124 invånare per kvadratkilometer. Närmaste större samhälle är San José Iturbide, 13,9 km öster om La Soledad. Trakten runt La Soledad består till största delen av jordbruksmark.